# Sebadoris
Sebadoris Er. Marcus & Ev. Marcus, 1960 è un genere di molluschi nudibranchi della famiglia Discodorididae.

## Tassonomia
Il genere comprende due specie:
- Sebadoris fragilis (Alder & Hancock, 1864)
- Sebadoris nubilosa (Pease, 1871)